# Картлазма
Картлазма́ (рос. Картлазма, башк. Ҡартлаҙма) — хутір у складі Зілаїрського району Башкортостану, Росія. Входить до складу Дмитрієвської сільської ради.
Населення — 34 особи (2010; 69 в 2002).
Національний склад:
- росіяни — 73%